# Полынья

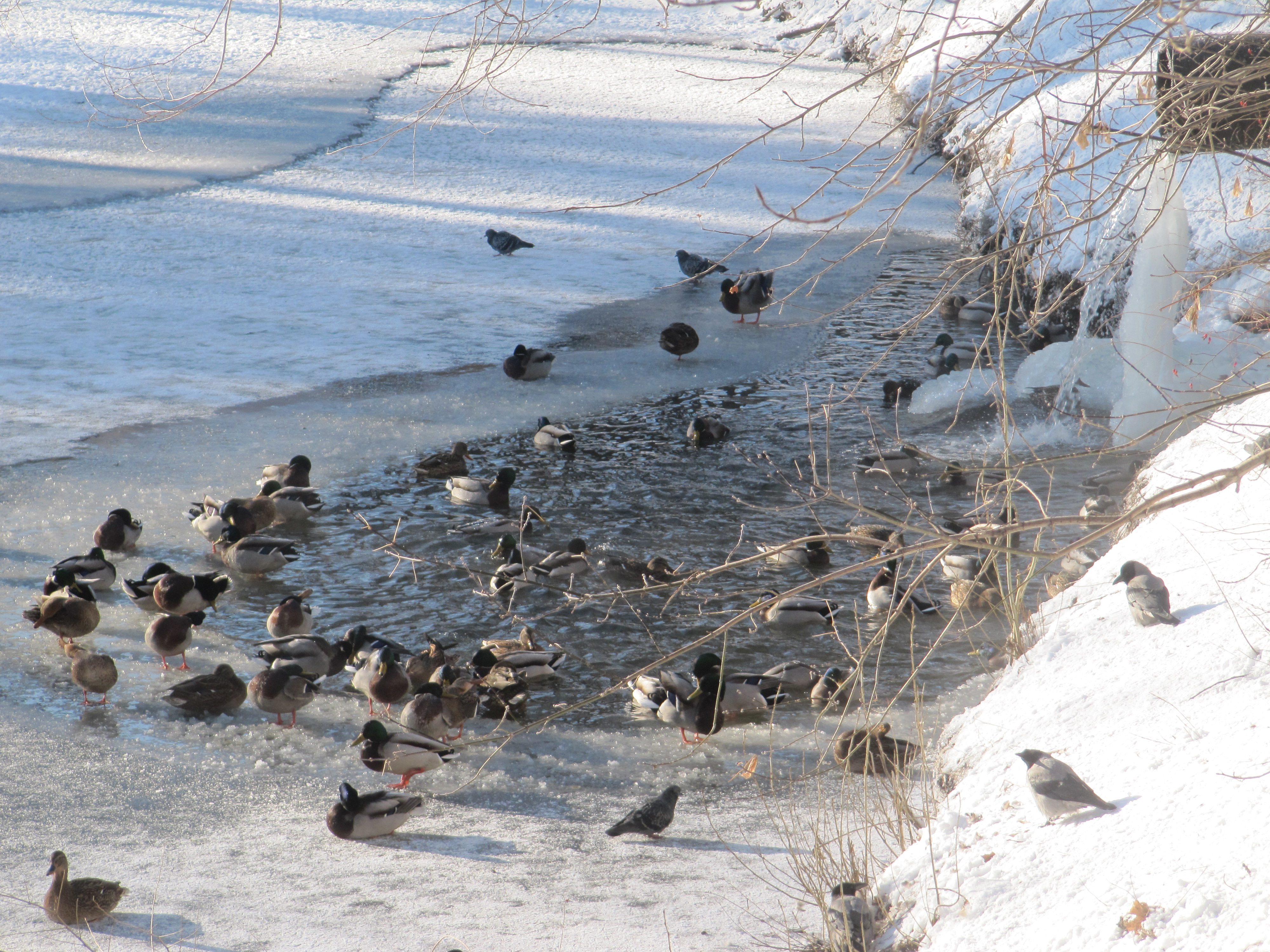
Кряквы в полынье у водосброса, Городской парк (Саратов)

Полынья́ — пространство чистой (открытой) воды в ледяном покрове реки или в плавающих ледяных полях моря и озера (незамёрзшее или растаявшее место на поверхности реки или другого водоёма).

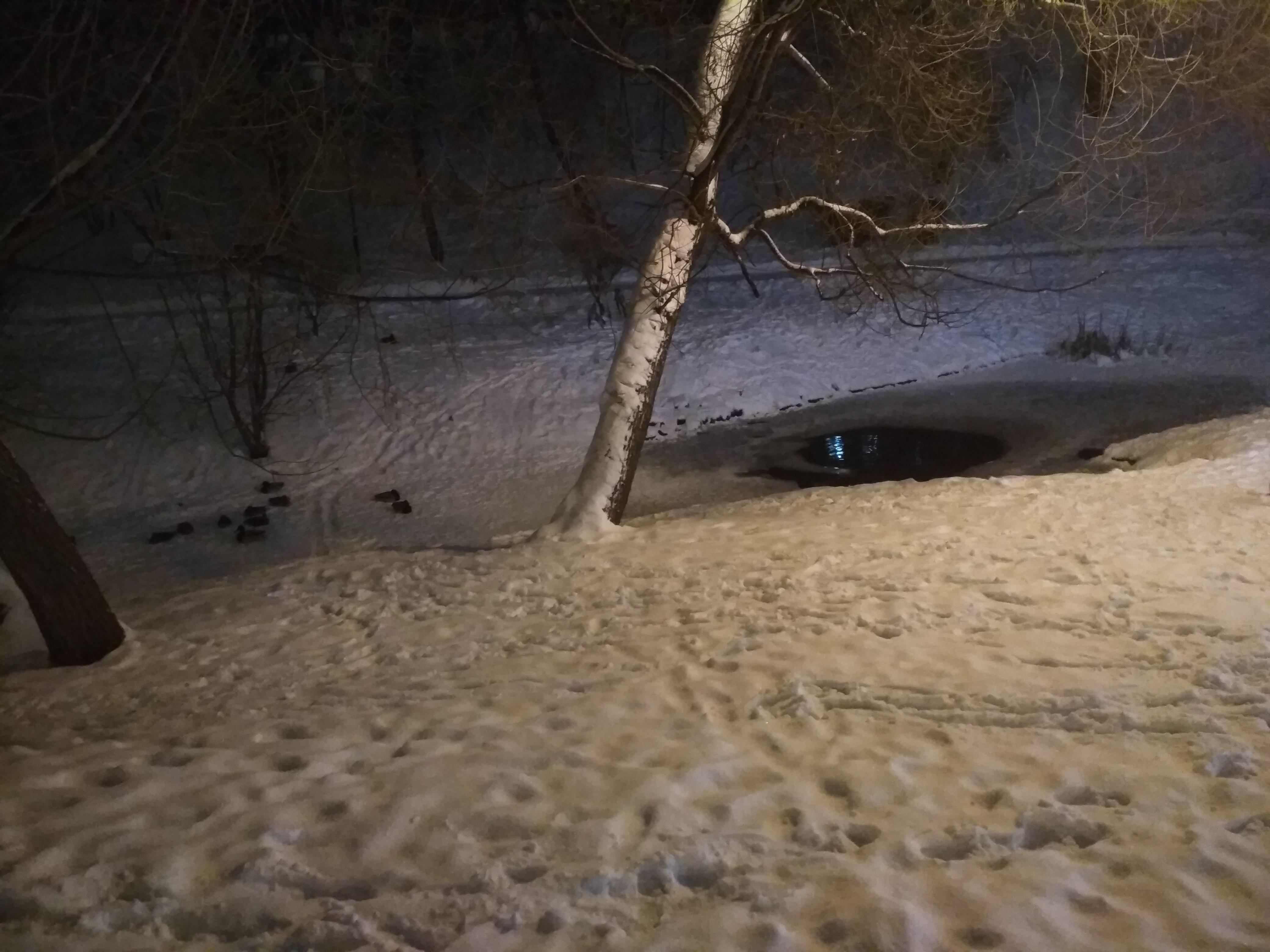
Полынья на реке Звериножке (Этнографическая деревня Бибирево)

Полыньи можно наблюдать в местах быстрого течения воды (на реках, ниже водосбросов плотин), в связи с выходом на поверхность относительно тёплой воды (водосбросы промышленных предприятий, выходы подземных вод, истоки рек из озёр), а также при раздвижении льда (например, под воздействием ветра на море).
Полынья является очагом образования внутриводного льда и шуги, которые могут привести к образованию зажора на ниже лежащих участках реки.